# Limoneno-1,2-epóxido hidrolasa
| Características generales | Características generales                     |
| ------------------------- | --------------------------------------------- |
| Símbolos                  | LEH                                           |
| Número EC                 | 3.3.2.8                                       |
| Identificadores           | Uniprot: Q9ZAG3 (LIMA-RHOER) MetaCyc: G-10670 |
| Peso Molecular            | 17 KDa                                        |
| Gen                       | LimA                                          |
| Temperatura óptima        | 50 °C                                         |
| pH óptimo                 | 7                                             |
| Localización              | Citosol                                       |
| Función                   | Hidrólisis de grupos epóxido                  |

El limoneno-1,2-epóxido hidrolasa (EC 3.3.2.8 o LEH) es una enzima hidrolítica de la familia de las epóxido hidrolasas (EH), codificada por el gen LimA, que se encuentra en las células de, entre otros, el microorganismo Rhodococcus erythopolis, y es activada cuando este requiere energía.
El limoneno es un monoterpeno monocíclico que presenta dos isómeros: el R-limoneno y el L-limoneno. Hace ya tiempo que se sabía que en la vía de degradación del limoneno intervenían las enzimas alcohol perílico deshidrogenasa y aldehído perílico deshidrogenasa para oxidar alcohol perílico. Gracias al estudio de la bacteria R. erythopolis, ahora se sabe que existe otra vía de degradación en la que no interviene este alcohol.

## Etimología
El término limoneno-1,2-epóxido hidrolasa está constituido por un conjunto de 3 palabras. Limoneno proviene del latín “limonum”; epóxido de una combinación del prefijo griego “epi” y de óxido, palabra que proviene del francés, unión de “oxygène” y “acide”; por último, hidrolasa, combinación de hidro- (con relación al agua), del griego “hýdōr”, -ol, sufijo utilizado para referirse a derivados del alcohol (del árabe “al-kuhl”) y -asa, sufijo que se utiliza en química en la nomenclatura de enzimas que proviene del término francés “diastase”, que a su vez proviene del griego “diástasis”.

## Gen[1]

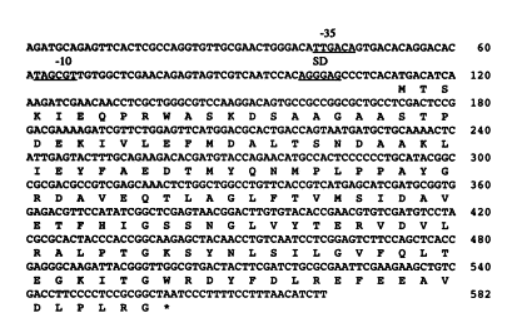
Secuencia de nucleótidos que codifican la Limoneno-1,2-epóxido hidrolasa y los aminoácidos que la forman.

El gen para la enzima limoneno-1,2-epóxido hidrolasa se denomina LimA. Presenta un dominio de unión ribosomal, marcado por los nuecleótidos AGGGAG, que se encuentra justo antes del codón AUG que codifica el aminoácido Met -que marca el inicio de la traducción. El gen que codifica la enzima LEH está formado por 149 aminoácidos, dándole una masa molecular baja de 17 kDa. Esta masa es baja en comparación con el resto de epóxidos hidrolasas con pliegue α/β, ya que estas tienden a tener un tamaño mínimo de 225 aminoácidos.

## Estructura

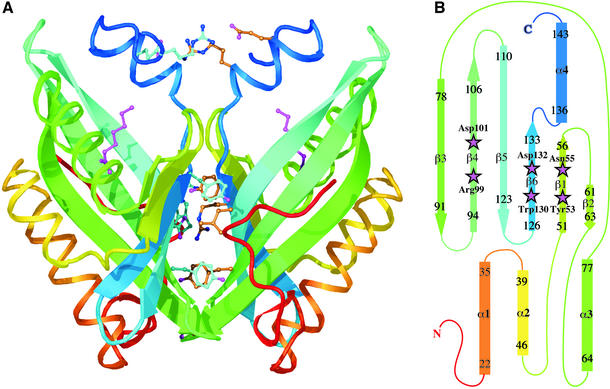
Estructura de la LEH. A) Muestra el dibujo de cinta del dímero. Cada una de las subunidades está coloreada siguiendo los colores del arcoíris desde el rojo (N-terminal) hasta el azul (C-terminal). Algunos de los residuos están representados en forma de palos y bolas. Los ligandos endógenos se muestran de color magenta. B) Diagrama topológico de una de las dos subunidades. Sigue el mismo patrón de colores.

### Estructura principal[2]
La enzima Limoneno 1,2-epóxido hidrolasa, es considerada una enzima citoplasmática. Tiene una masa molecular muy baja en comparación con la mayoría de enzimas y una estructura distinta a clásica de los enzimas hidrolíticos.
La enzima está formada por dos subunidades colocadas de forma especular. La base principal de estas subunidades está creada por una lámina β mixta de seis cadenas altamente curvadas, con cuatro hélices α embaladas en ella. Tres de las láminas beta (β3-β5) son largas y muy curvadas. En β3, la curvatura se forma a causa de la protuberancia de los residuos 81 y 86, mientras que en β4 y β5 la curvatura se forma a causa de los cambios graduales en los ángulos (φ, ψ) de los residuos sucesivos.
Las láminas β de las dos subunidades se empaquetan de forma perpendicular entre ellas, delimitando un área soluble en el centro de 3100 Å2. Las superficies de ambas subunidades tienen una forma altamente complementaria y se establecen muchas interacciones entre las cadenas laterales. Los aminoácidos Leu117 (también delimitadas en el centro), establecen fuerzas de Van der Waals con sus equivalentes y con las Tye133 de la subunidad opuesta.
Muchas de las interacciones del enzima surgen de la yuxtaposición de los extremos N-terminales de las secciones α4. Las cadenas laterales de la Asp135 forman puentes de hidrógeno con los residuos de nitrógeno de la cadena principal. Cada Arg137 se superpone con una Arg148 de la otra subunidad y estas se unen mediante puentes salinos con la Glu140 y la Glu141, respectivamente. Varias moléculas de agua también se encuentran como parte de la interfaz siguiendo la simetría de la figura. No se observan enlaces entre las cadenas principales de las dos subunidades.

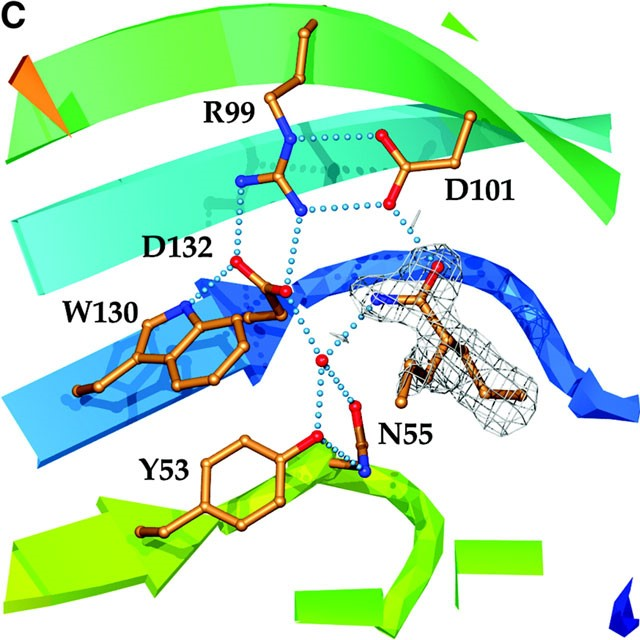
Estructura del centro activo de la Limoneno-1,2-epóxido hidrolasa

### Centro activo
Las tres hélices N-terminales de la cara cóncava de la hoja se disponen de tal forma que crean un bolsillo que se extiende 15Å hacia el núcleo de la proteína. Una cuarta hélice se encuentra al lado de la hoja, de tal manera que actúa como una extensión estructural de la hoja.
Los residuos que recubren este bolsillo son principalmente hidrofóbicos, pero también encontramos un grupo de residuos polares y cargados en la parte más interna. El centro activo en sí está formada por una tríada catalítica (Asp101-Arg99-Asp132) y una molécula de agua -que es estabilizada por las tres cadenas laterales de los aminoácidos Tyr53, Asn55 y Asp132-
Se forma un enlace de hidrógeno de 1,74Å de longitud entre un átomo de hidrógeno de Asp101 y el átomo de oxígeno del anillo de epóxido, lo que conduce a que la Asp101 pueda ir rotando. El átomo de oxígeno de Asp101 forma dos enlaces de hidrógeno de longitudes 1,89 y 2,01Å con Arg99.
En el centro activo podemos encontrar además otros dos puentes de H entre O1 (Asp132) ... H1 (Arg99) y O2 (Asp132) ... H2 (Arg99). Por último, Tyr53, Asn55 y Asp132, forman respectivamente tres enlaces de hidrógeno con W1.

## Reacciones

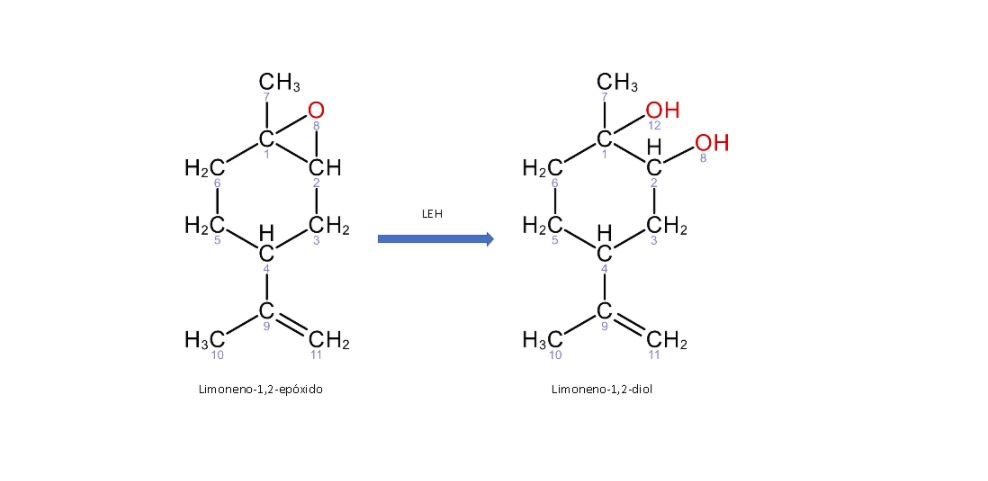
Conversión catalizada por la enzima LEH de limoneno-1,2-epóxido a limoneno-1,2-diol.

La enzima LEH cataliza la conversión del limoneno-1,2-epóxido a limoneno-1,2-diol, mediante un mecanismo de catálisis ácido que consta de un solo paso (sin intervención de intermediarios entre el sustrato y la enzima). Este mecanismo es otra diferencia entre LEH y otros EH con pliegue α/β, que presentan un mecanismo de catálisis básico de dos pasos.

En primer lugar, la molécula de agua catalítica es activada mediante su unión (por puente de hidrógeno) a los residuos Asp132, Asn55 y Tyr53. El residuo Asp132, que por su parte actúa como un ácido, capta un protón de la molécula de agua, de manera que esta última se convierte en un grupo hidroxilo. De este modo, la molécula de agua activada fuerza la apertura del anillo de epóxido estableciendo enlaces con el C1 o C2 del anillo. Simultáneamente, el residuo Asp101 -que actúa como una base- activa el anillo de epóxido mediante la donación de un protón al oxígeno del epóxido, formando otro grupo hidroxilo. 

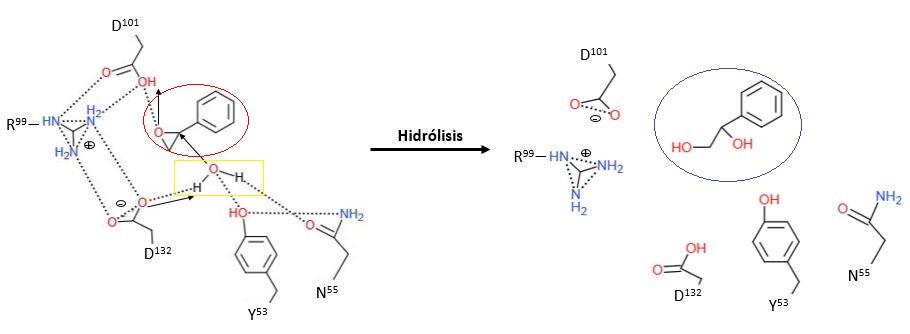
Reacción de hidrólisis catalizada por la enzima limoneno-1,2-epóxido hidrolasa, así como detalle de los enlaces entre esta y el sustrato. En rojo, la molécula limoneno-1,2-epóxido; en amarillo, la molécula de agua catalítica; en azul, la molécula limoneno-1,2-diol.

Después de este proceso, el residuo Asp132 estará protonado y el residuo Asp101 estará cargado negativamente. Se utilizará el residuo Arg99 para estabilizar y orientar los dos residuos anteriores, y para restaurar el centro activo para la siguiente catálisis -transfiriendo un protón del aspartato protonado al de carga negativa-.
Que la molécula de agua reaccione con un carbono u otro depende de la conformación del anillo. Esta regioselectividad se debe a que el anillo de epóxido se encuentra en conformación de media silla en que un carbono se encuentra fuera del plano del anillo, y por lo tanto es más reactivo. Por otro lado si el agua reacciona con el C1 la energía de activación de este mecanismo es de 16,9kcal/mol, el proceso absorbe 8,2kcal/mol (reacción endotérmica), y la energía libre es de 15,2kcal/mol. Mientras que si la molécula de agua ataca el C2, la energía de activación aumenta a 25,1kcal/mol, la reacción presenta una entalpía de 10,7kcal/mol y la energía libre es de 22,1kcal/mol. Estos datos informan que energéticamente es más rentable interactuar con el C1.
Las diferencias energéticas mencionadas se deben a la polarización de los enlaces C1-O y C2-O, donde el primer carbono presenta una carga parcial positiva. La polaridad hace que en abrir el anillo epóxido, el átomo de oxígeno se encuentre más próximo al C1, afavoriciendo que el grupo hidroxilo -formado a partir de la desprotonización de la molécula de agua- ataque este carbono.

## Inhibidores
Se ha comprobado experimentalmente la inhibición de la actividad de LEH a partir de compuestos con características químicas similares al ligando endógeno del centro activo de LEH. De este modo, los compuestos hexanamida, hexilamida y valpromida actúan como inhibidores competitivos de LEH, uniéndose al centro activo y provocando alteraciones en la conformación de las cadenas de aminoácidos de la enzima. Cuando, por ejemplo, la valpromida se une a LEH, la cadena lateral del residuo Leu74 es alterada, con el objetivo de acomodar el segundo grupo propilo de la valpromida y, de modo similar, se producen cambios en la conformación de los residuos Leu103, Leu147 y Phe139, imposibilitando el correcto desarrollo de su función.

## Funciones
Las epóxido hidrolasas son enzimas que se encuentran en todo tipo de organismos y que añaden una molécula de agua en un grupo epóxido para convertirlo en un diol.
Tienen 3 funciones biológicas principales: en primer lugar intervienen en la detoxificación del organismo, participan en la síntesis de moléculas señal y intervienen en el metabolismo debido a que permiten usar distintos sustratos, como ácidos grasos y otros tipos de colesterol, para la obtención de carbono.
También tienen función a nivel industrial, puesto que sirven de catalizadores en la producción de químicos enantioméricamente puros.
La limoneno-1,2-epóxido hidrolasa, un epóxido hidrolasa concreto, se encuentra fundamentalmente en células procariotas y vegetales y también es esencial en la detoxificación y en el metabolismo de algunas bacterias.

### Detoxificación
Los époxidos son unos grupos funcionales aparecidos como producto de otras reacciones. Son muy reactivos puesto que tienen mucha tendencia a captar electrones por los enlaces carbono-oxígeno (con mucha diferencia de electronegatividad) y un anillo. Eso hace que puedan reaccionar muy fácilmente con distintas biomoléculas, como proteínas y ácidos nucleicos, y resultar nocivos. Cuando un epóxido reacciona con ácidos nucleicos, puede producir la unión de otros compuestos a estos, aumentando el riesgo que se produzca una mutación en el material genético en el momento en que este se replique.
Es por eso por lo que es muy importante que se regule la concentración de estos grupos en el organismo, a través de la hidrólisis y transformándolos en grupos dioles, que no son menos tóxicos y más fáciles de excretar.
La limoneno-1,2-epóxido hidrolasa cumple con esta función de hidrólisis y con un solo mecanismo de reacción -a diferencia de las EH- permitiendo regular más rápidamente y eficientemente la concentración de epóxidos.

### Metabolismo
En general, las epóxido hidrolasas intervienen en la síntesis hormonal -como es el caso de la hormona juvenil- y de micotoxinas de algunos hongos, así como en el metabolismo de sustancias extrañas.
En concreto, el mecanismo de catálisis del LEH permite que la reacción de hidrólisis del limoneno sea más rápida. Además, presenta enantioselectividad y una especificidad de sustrato más estrecha. Estas tres características, que le diferencia de los otros epóxidos hidrolasas, son debidas al distinto pligue que presenta y a su menor tamaño, y permite que biológicamente se pueda procesar de forma rápida un nombre limitado de sustratos; los cuatro estereoisómeros del limoneno-1,2-epóxido, los dos enantiómeros del óxido de 1-metilciclohexeno, el óxido de ciclohexeno y el óxido de indeno. De todas formas, el sustrato con que tiene más afinidad es el limoneno-1,2-epóxido, dándole un papel importante en el metabolismo de algunas bacterias, como el R. erythropolis, ya que le permite obtener toda la energía y el carbono que necesita. En la degradación del limoneno, es la enzima más activa.

### Industrial
Además, también se usa en la síntesis industrial de algunos productos, debido a que su reacción es enantioconvergente, es decir, tiene la capacidad de convertir una muestra inicial racémica (con diferentes isómeros ópticos) en una muestra con un solo isómero.

### Posibles usos médicos
Aunque el grupo époxido sea muy reactivo, también desempeña una variedad de actividades biológicas, como la defensa de patógenos, el control del desarrollo o la regulación de la presión sanguínea. A través de las epóxido hidrolasas se disminuye considerablemente la actividad de los epóxidos, por esto se está considerando actualmente que los inhibidores de estas enzimas podrían tener un posible uso terapéutico para determinadas enfermedades.
El LEH también puede ser de interés para la creación de nuevos fármacos, ya que da cierta información sobre enzimas de algunos patógenos -defienden los microorganismos contra sustancias tóxicas, entonces el objetivo sería diseñar fármacos que ataquen estás enzimas.